# 大衛·歐提茲
大衛·歐提茲（David Américo Ortiz Arias ，1975年11月18日—）是前美國職棒大聯盟選手，生於聖多明哥，原位置是一壘手。1997年至2002年期間，曾經效力明尼蘇達雙城隊，之後自2003年起直到退休都效力波士頓紅襪，擔任指定打擊或一壘手。綽號「Big Papi」、「Señor Papi」、「Cookie Monster」及「老爹」。歐提茲曾十度參與明星賽，以及在2006年單季擊出了54支全壘打，是波士頓紅襪隊史單季全壘打紀錄保持者。在2010年明星賽中，歐提茲成為波士頓紅襪隊隊史上第一位拿下全壘打大賽冠軍的選手，直到生涯最後一年的2016球季，年過40歲的他仍有單季38支全壘打以及全大聯盟最高的OPS（1.021），創下大聯盟史上所有打者在生涯最後一年擊出最多全壘打的紀錄。他是500全壘打俱樂部成員，並在第一次獲得名人堂票選資格時入選。
除了上述的成績，他讓波士頓球迷最難忘的是他多次在關鍵時刻的打擊，尤其是在季後賽的表現。效力於紅襪隊的期間，他在季後賽的OPS高達0.969（即使加上2002年他在雙城隊並不出色的季後賽表現，生涯平均仍是高達0.947），三次世界大賽的合計OPS更是達到了恐怖的1.372（因多次世界大賽表現出色而有十月先生美稱的傑克森，在季後賽和世界大賽的OPS分別是0.883和1.212），是紅襪隊得以在這三次世界大賽以12勝2敗的戰績全勝而歸的大功臣。歐提茲本人則分別獲得美聯冠軍賽MVP（2004）和世界大賽MVP（2013）各一次，他生涯在季後賽累計的全壘打（17支，並列第七）和打點（61分，並列第四）都在大聯盟歷史上排名前十，可說是紅襪隊自1918年以來最著名的奪冠代表人物。

## 早年生涯：明尼蘇達雙城隊
1992年，歐提茲加盟西雅圖水手隊，當時跟從母姓為大衛·阿雷斯（David Arias）。直到1997年，效力明尼蘇達雙城期間，他改回父姓為歐提茲。9月2日首次在大聯盟亮相。其後三年，他都在大聯盟及小聯盟之間浮沉，直到2000年開始才成為球隊先發。
2002年球季，雙城隊8月16日在主場迎戰紅襪隊，歐提茲從三屆賽揚獎巨投馬丁尼茲手中敲出一發直達右外野第三層看台的特大號全壘打，他在這年也首次體驗到季後賽的滋味，但表現並不理想，雙城隊也在美國聯盟冠軍戰輸給最後贏得世界大賽的安那罕天使。
總體而言，他在雙城隊過得並不如意，雙城隊教練Tom Kelly不斷要求他進行反向推打來提高上壘率，這和歐提茲打擊的習性格格不入。這六年期間他合計僅僅擊出58支全壘打，以一般來說更強調火力的一壘手來說可以說是少的可憐。雖然在2002年，歐提茲首次交出了一張還算不錯的成績單：打擊率0.272、20支全壘打及75個打點，但考量到他即將換約，又不確定他這一年的成績是終於破繭而出、或者只是曇花一現。最終在2002年12月，歐提茲剛結婚不久的時候，雙城隊宣布釋出歐提茲。

## 新的開始：波士頓紅襪隊

### 2003年

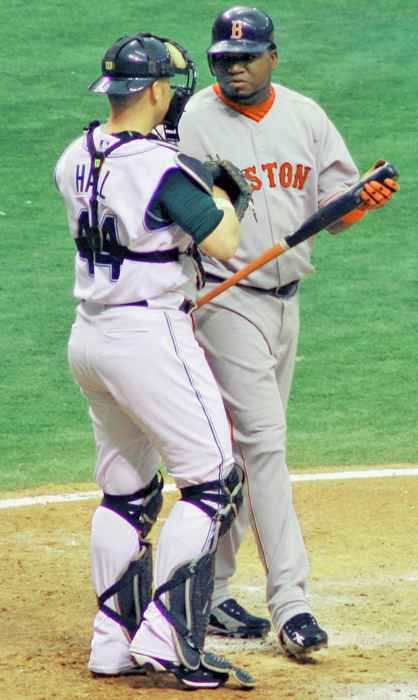
歐提茲與坦帕灣魔鬼魚球員Toby Hall談話

2002年12月16日歐提茲被雙城隊釋出，原先回到家鄉打算參加冬季聯盟，希望能在冬季聯盟打出成績，藉以再得到下一份大聯盟合約的歐提茲，在聖多明哥的一間餐廳遇見了同鄉佩卓·馬丁尼茲。在兩人前一次對決時被敲出全壘打的馬丁尼茲，在得知歐提茲剛剛失業之後，馬上向紅襪隊新上任的總經理艾普斯坦大力推薦。兩天後，正缺少一壘手的波士頓紅襪隊向歐提茲的經紀人送出合約，若他本季能站穩大聯盟，則會獲得125萬美元的年薪。
原本紅襪隊另外還找來了前一年OPS高達0.919的傑瑞米·吉昂比，做為球隊開季時預定的一壘手及指定打擊人選，不過他不爭氣的表現最終使他被取代；而在五月底的一次交易中，隊上另一個擔任一壘手或指定打擊的人選希倫布蘭德也被送往亞利桑那響尾蛇。最終，本賽季前紅襪從馬林魚隊交易來的凱文．米拉成為球隊的先發一壘手，而這四人之中打擊成績最好的歐提茲則成為先發指定打擊，也被排進中心棒次。在熬過四月慘淡的適應期之後，從五月開始歐提茲每個月的OPS都超過0.94，下半季越打越順的他在明星賽後擊出21支全壘打。本季128場比賽中，打擊率.288、31支全壘打及101個打點，最終在美聯最有價值球員投票排第五。
歐提茲在名人堂的入選儀式中特別提到這一年的紅襪隊總教練Grady Little（雖然Little在這一年美聯冠軍賽因為一些爭議調度輸給洋基之後就被開除了），他表示他在紅襪隊春訓第一場比賽的第一個打席時，他成功的以一次觸擊推進了壘上的跑者。當他回到休息室，以為隊友會像在雙城時期一樣準備跟他擊掌，卻發現隊友都留在自己的位子上，這時Little叫住歐提茲，並鼓勵他「我們不是要你來推進跑者，是要你把他們送回來」。在紅襪隊的信任下，歐提茲的長打火力獲得解放，使他瞬間成為聯盟中最出色的重砲手。

### 2004年
歐提茲是紅襪得奪得2004年世界大賽冠軍的主力球員。在這個球季，歐提茲首次入選明星賽，該季打擊率達.301、41支全壘打及139個打點。本賽季的季後賽中，歐提茲多次擊出了關鍵打擊，協助球隊取得勝利並贏得世界大賽：在美聯分區賽對洛杉磯天使擊出再見全壘打、以及在美聯冠軍賽對紐約洋基第四場及第五場的延長賽中都打出致勝安打，獲選為美聯冠軍賽最有價值球員。他在生涯第一次的世界大賽表現也十分出色，其打擊三圍是0.308/0.471/0.615，跟最終獲得世界大賽MVP的拉米瑞茲（0.412/0.500/0.588）可說不分軒輊，協助球隊打破了貝比魯斯魔咒。另外，在美聯最有價值球員投票，最後得到第四名。

### 2005年
2005年他的全壘打球達47支，其中43支是擔任指定打擊時打出的，打破了由埃德加·馬丁尼茲在2000年所創下的記錄。其中有20支全壘打使紅襪隊領先。在2003年-2005年當他在後半局的表現在221次打數中打擊率.326、22支全壘打及73個打點。他在美國聯盟打點以148分領先，以及在全壘打方面僅落後於。在最有價值球員選舉方面，同樣落後於艾力士·羅德里奎茲排名第二。
2005年美聯最有價值球員獎出現爭議。艾力士·羅德里奎茲及歐提茲在進攻方面有出色表現。他創下了多項個人單季記錄，119得分、148個打點、102次保送、.397上壘率、.604長打率。當中有兩名球評家不選擇歐提茲因為他是指定打擊。

### 2006年
2006年對於歐提茲來說是再見全壘打之年，他多次在9局下擊出再見全壘打協助球隊反敗為勝。他在該季擊出5次再見安打（當中三次是全壘打），是紅襪隊最多的球員。
2006年8月27日從西雅圖水手隊的白嗟承擊出追平個人生涯最佳的第47支全壘打。2006年9月20日追平由吉米·法克斯在1938年創下單季擊出50支全壘打的隊史記錄，對手是明尼蘇達雙城先發投手布夫·邦瑟。以及在9月21日從雙城隊尤漢·山塔納中，擊出隊史新高的單季第51發全壘打，這也是擔任指定打擊的第44支全壘打。他在該季總共打出54支全壘打，至今仍然是隊史紀錄。

#### 健康問題
- 歐提茲提及2006年8月18日對紐約洋基的連續賽前感到不適，該天前曾經嘗試睡眠卻無法入睡。據報導歐提茲曾經由球隊助手協助下駛進醫院。發現了心律失常。歐提茲在8月25日表示：「我仍然很健康。」[5]
- 2006年8月28日，歐提茲心律失常再次發作。總教練特里·弗兰克纳及總經理西奥·艾普斯坦讓歐提茲回到波士頓治療，他在9月初復出。

### 2007年
2007年球季，歐提茲的進攻能力稍為下降，不過打擊率卻提高了不少，創個人生涯新高。歐提茲在明星賽休息期間利用核磁共振成像檢查四頭肌及膝部。ESPN報導在歐提茲球季後會進行手術。歐提茲在該球季的打擊率是.332、35支全壘打及1.066上壘加長打率。9月12日擊出該季第一支再見全壘打，投手是坦帕灣魔鬼魚的Al Reyes。

### 2008年
在受傷的影響下歐提茲只出賽109場，打擊率.264，擊出23支全壘打。在这一年歐提茲宣誓成为了美国公民。

### 2010年
歐提茲勝出該年明星賽的全壘打比賽。

### 2011年
5月21日歐提茲取得在紅襪隊第300支全壘打，隊史以來第五位球員達到此成就。

### 2012年
7月4日，在奧克蘭對奧克蘭運動家的比賽中打出生涯的第400支全壘打。

### 2013年
4月20日，紅襪進行了2013年波士頓馬拉松爆炸案之後的第一場比賽。傷愈第一場登場的歐提茲在給觀眾的演講中說到：“This is our fucking city, and no one is going to dictate our freedom. Stay strong.（這是我們的城市，沒有人能夠主宰我們的自由。保持堅強。）”。
9月4日，歐提茲在主場打出生涯第2000支安打。
2013年美國聯盟冠軍賽第二場8局下，紅襪1：5落後情況下，歐提茲打出滿壘全壘打將比分扳平，最後紅襪6：5獲勝。
2013年世界大賽，歐提茲幫紅襪拿下十年以來的第三次總冠軍。他本人以.688的安打率，2 HR 6 RBI，獲得世界大賽最有價值球員獎。

### 2014年
10月21日、22日，擔任美國福斯體育台（FOX SPORTS），轉播世界大賽第一戰及第二戰的球評。

### 2015年
高齡39歲的Oritz，在2015年仍扛出37支全壘打，是2006年拿下全壘打王以來，最多轟的一季，本季其OPS仍高達.913，高居聯盟第十。
歐提茲在本季達成了生涯500轟的里程碑，成為第27位進入五百轟俱樂部的球員，年底宣布將於2016年季末退休。

### 2016年
生涯最後一個球季，歐提茲展開退休巡迴，也再度入選明星賽。
明星賽前長打率、整體攻擊指數都高居聯盟第一，許多球評認為，以他40歲的年齡來看，揮棒速度驚人的傑出。
在2016年10月2日球季最終戰舉辦退休儀式

### 薪水
（页面存档备份，存于）
- 1999年（明尼蘇達雙城）- $170,000
- 2000年（明尼蘇達雙城）- $220,000
- 2001年（明尼蘇達雙城）- $260,000
- 2002年（明尼蘇達雙城）- $950,000
- 2003年（波士頓紅襪） - $1,250,000
- 2004年（波士頓紅襪） - $4,587,500
- 2005年（波士頓紅襪） - $5,250,000
- 2006年（波士頓紅襪） - $6,500,000 （$100,000花紅，在美聯最有價值球員得到第三名）
- 2007年（波士頓紅襪） - $12,500,000
- 2008年（波士頓紅襪） - $13,000,000
- 2009年（波士頓紅襪） - $13,000,000
- 2010年（波士頓紅襪） - $13,000,000
- 2011年（波士頓紅襪） - $12,500,000
- 2012年（波士頓紅襪） - $14,575,000
- 2013年（波士頓紅襪） - $14,000,000
- 2014年（波士頓紅襪） - $11,000,000

## 球員成就
- 8次入選明星賽（2004年-2008年、2010年-2012年）
- 最有價值球員獎前5名球員（第5 2003年、第4 2004年、第2 2005年、第 2006年）
- 2005年漢克阿倫獎得主
- 5次銀棒獎得主（指定打擊） (2004年-2007年、2011年)
- 5次Edgar Martinez獎得主（2003年、2004年、2005年、2006年、2007年)
- 美國聯盟最多長打 (棒球)（2004年）
- 美國聯盟冠軍系列賽最有價值球員（2004年）Was the MVP for the American League Championship Series (2004)
- 美國聯盟全壘打王者（2006年）
- 美國聯盟打點王（2005年、2006年）
- 美國聯盟最有價值球員2005年9月及2006年7月
- 2004年世界大賽冠軍成員
- 紅襪單季最多全壘打（54、2006年）
- 追平貝比·魯斯在美國聯盟單季在客場打出全壘打的記錄（32、2006年）
- 第一名球員在同年季後賽擊出兩支再見全壘打（2004年）
- 第一名球員在紅襪隊連續三季擊出多於40支全壘打（2004年-2006年）
- 指定打擊全壘打記錄（2005年47支、2006年54支）
- 追平Billy Hatcher季後賽出壘記錄（10次）
- 2007年世界大賽冠軍成員
- 2010全壘打大賽冠軍
- 2013年世界大賽最有價值球員

波士顿红袜退役号码——34号

## 禁藥疑雲
2009年7月30日，紐約時報披露歐提茲跟前隊友拉米瑞茲兩人在2003年效力於紅襪隊時，在大聯盟春訓時進行的一次非正式藥檢中被驗出陽性反應。據報導，該次共有一百多人被驗出，也是促進大聯盟進行禁藥規則改革的原因。不過，兩個人的名字都沒有出現在2007年的米歇爾報告上。由於這份報導得到先前多次爆料大聯盟球員禁藥使用狀況的前球員坎塞柯（他是最早公開指稱拉米瑞茲有使用禁藥的人之一）的背書，再加上已經轉戰道奇隊的拉米瑞茲，也的確早在2009季初就因為藥檢沒過關而被禁賽50場。因此，這份報導一出來，便引起了很熱烈的討論。
同年8月8日，歐提茲在球員工會的顧問律師麥可．維納的陪同下於洋基球場發表聲明表示：他絕對不曾使用禁藥，也不明白他當初是在哪項藥物被驗出陽性反應，若有任何的陽性反應，則應該是營養品或維他命導致，但記者追問他營養品相關細節時，歐提茲表示自己忘記了。
在歐提茲於洋基球場發表聲明的同一天，大聯盟和球員工會分別發表了一段公開聲明，指出該份名單不完全可信：首先，一百多人這個數量實際上已經超出了最後真正被大聯盟定調為陽性的球員數量；其次，當時的禁藥檢測技術還並不完善，檢測結果並不完全準確；最後，當初他們的檢測都是二階段進行，有些球員在第一階段被驗出陽性之後被要求進行複檢，而在7天後的複檢是通過的，這些人即使在大聯盟的名單內有被討論到，但不該被視為陽性。另外，基於保護球員隱私，他們也拒絕證實歐提茲或任何其他球員在當時的檢測結果、或者是否有出現紐約時報所謂的一百多人名單上，只有2004年正式藥檢後的名單才具有效力。
2016年10月2日，歐提茲生涯最後一場例行賽時，時任大聯盟主席曼弗雷德在芬威球場的記者會上聲明，無論歐提茲是否出現在2003年那份名單上，他在2004年開始正式藥檢後從來不曾被驗出禁藥反應，大家不應該用任何「疑似、謠傳、未經證實的」報導來評斷球員和他們的成就。

## 慈善及社區活動
- 2006年5月14日母親節，是50多個打者參與粉紅球棒行動為Breast 乳癌基金會 （页面存档备份，存于）籌款。
- 2006年10月14日，歐提茲與40多名兒童參與「Big Papi Backyard Wiffle Ball」運動，為一家波士頓的非盈利組織籌款。
- 2007，歐提茲參加由ESPN及Make-A-Wish Foundation的我的願望計劃。歐提茲與12歲男童Stephan Zepeda同居一晚，他是紅襪隊球迷，神經纖維瘤二型病患者。

## 書籍
- 2007年，發行了關於大衛的自傳，書名是「Big Papi: My Story of Big Dreams and Big Hits"」 ISBN 0-31-236633-7，作者是波士頓環球報專欄作家Tony Massarotti.

## 家庭

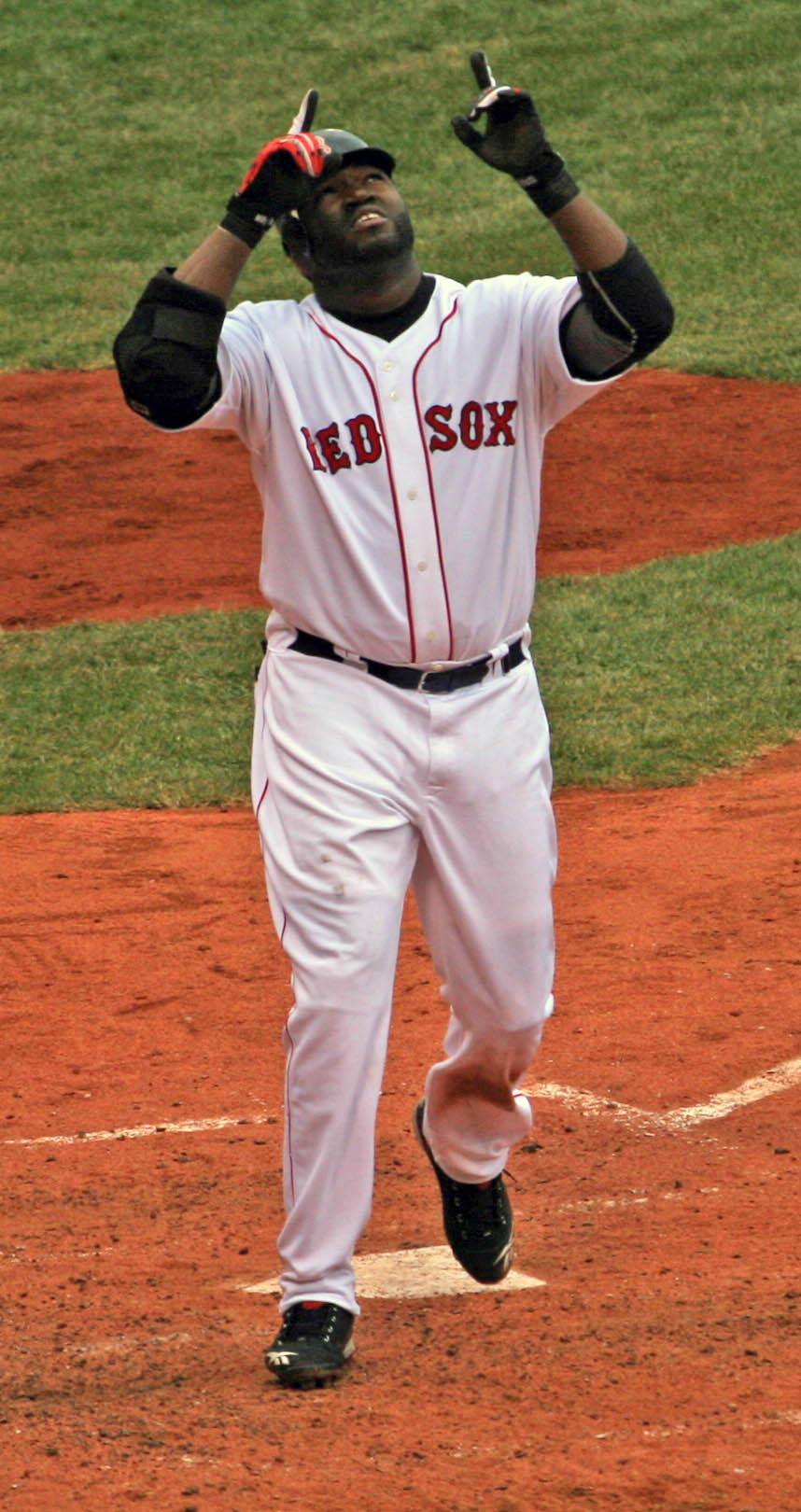
歐提茲擊出全壘打後的慶祝動作

歐提茲在多明尼加共和國的Estudia Espaillat高中畢業。歐提茲擊出全壘打後的慶祝動作是雙手指向天空，以紀念他的母親Angela Rosa Arias在2002年1月26日時交通意外死亡。歐提茲的二頭肌刻有母親的紋身。自從與NFL球隊綠灣包裝工球迷Tiffany Brick（今Tiffany Ortiz）結婚後，歐提茲成為該隊球迷。他們有兩名女兒，長女Jessica（1996年10月23日）及 Alexandra（2001年3月22日）及一名兒子D'Angelo（2004年7月10日）。D'Angelo命名源由是他的母親。家庭在Weston居住，是波士頓郊區城市。
他和同鄉的大聯盟前輩馬丁尼茲在職業生涯初期並不熟識，直到2002年底馬丁尼茲向紅襪隊高層推薦剛失業的歐提茲，讓他從大聯盟先發名單邊緣的角色球員一躍成為MVP等級的巨星，隨後更是合作在2004年打破貝比魯斯魔咒而奪得生涯首冠。雖然馬丁尼茲在奪冠後便離開紅襪隊，兩人同隊的時間實際上僅有不到兩年，但兩人至今仍是極為要好的朋友。2022年初，歐提茲首次獲得名人堂票選資格，馬丁尼茲是在歐提茲家中一同等待開票結果的親友之一，而低空飛過門檻的歐提茲也特地在入選感言中感謝馬丁尼茲。兩人的兒子現在也是大學棒球隊的隊友。

## 酒吧遭槍擊
2019年6月9日，晚間8點50分，大衛與在地電視主持人洛佩茲（Jhoel López），正在聖多名各東區著名餐廳酒吧 Dial Bar & Lounge 吃飯，一名騎乘機車而來的男子，逕自走到歐提茲後方，突然朝他背後猛然開槍。
開槍之後，露天餐廳的人潮隨即陷入恐慌奔逃，腹腔中彈的大衛痛苦倒地。所幸子彈貫穿下腹部的路徑，並未傷及內臟，因此老爹才保持意識清醒，順利在急救後撿回一命。

## 球員統計
| 年度 | 球隊 | 出賽 | 打數 | 得分 | 安打 | 二壘打 | 三壘打 | 全壘打 | 打點 | 盜壘 | 保送 | 三振 | 打擊率 | 上壘率 | 長打率 |
| ---- | ---- | ---- | ---- | ---- | ---- | ------ | ------ | ------ | ---- | ---- | ---- | ---- | ------ | ------ | ------ |
| 1997 | MIN  | 15   | 49   | 10   | 16   | 3      | 0      | 1      | 6    | 0    | 2    | 19   | .327   | .353   | .449   |
| 1998 | MIN  | 86   | 278  | 47   | 77   | 20     | 0      | 9      | 46   | 1    | 39   | 72   | .277   | .371   | .446   |
| 1999 | MIN  | 10   | 20   | 1    | 0    | 0      | 0      | 0      | 0    | 0    | 5    | 12   | .000   | .200   | .000   |
| 2000 | MIN  | 130  | 415  | 59   | 117  | 36     | 1      | 10     | 63   | 1    | 57   | 81   | .282   | .364   | .446   |
| 2001 | MIN  | 89   | 303  | 46   | 71   | 17     | 1      | 18     | 48   | 1    | 40   | 68   | .234   | .324   | .475   |
| 2002 | MIN  | 125  | 412  | 52   | 112  | 32     | 1      | 20     | 75   | 1    | 43   | 87   | .272   | .339   | .500   |
| 2003 | BOS  | 128  | 448  | 79   | 129  | 39     | 2      | 31     | 101  | 0    | 58   | 83   | .288   | .369   | .592   |
| 2004 | BOS  | 150  | 582  | 94   | 175  | 47     | 3      | 41     | 139  | 0    | 75   | 133  | .301   | .380   | .603   |
| 2005 | BOS  | 159  | 601  | 119  | 180  | 40     | 1      | 47     | 148  | 1    | 102  | 124  | .300   | .397   | .604   |
| 2006 | BOS  | 151  | 558  | 115  | 160  | 29     | 2      | 54     | 137  | 1    | 119  | 117  | .287   | .413   | .636   |
| 2007 | BOS  | 149  | 549  | 116  | 182  | 52     | 1      | 35     | 117  | 3    | 111  | 103  | .332   | .445   | .621   |
| 2008 | BOS  | 109  | 416  | 74   | 110  | 30     | 1      | 23     | 89   | 1    | 70   | 74   | .264   | .369   | .507   |
| 2009 | BOS  | 150  | 541  | 77   | 129  | 35     | 1      | 28     | 99   | 0    | 74   | 134  | .238   | .332   | .462   |
| 2010 | BOS  | 145  | 518  | 86   | 140  | 36     | 1      | 32     | 102  | 0    | 82   | 145  | .270   | .370   | .529   |
| 2011 | BOS  | 146  | 525  | 84   | 162  | 40     | 1      | 29     | 96   | 1    | 78   | 83   | .309   | .398   | .554   |
| 2012 | BOS  | 90   | 324  | 65   | 103  | 26     | 0      | 23     | 60   | 0    | 56   | 51   | .318   | .415   | .611   |
| 2013 | BOS  | 137  | 518  | 84   | 160  | 38     | 2      | 30     | 103  | 4    | 76   | 88   | .309   | .395   | .564   |
| 2014 | BOS  | 142  | 518  | 59   | 136  | 27     | 0      | 35     | 104  | 0    | 100  | 95   | .263   | .355   | .517   |
| 2015 | BOS  | 146  | 528  | 73   | 144  | 37     | 0      | 37     | 108  | 0    | 93   | 95   | .273   | .360   | .553   |
| 合計 | 19年 | 2257 | 9465 | 1340 | 2303 | 584    | 18     | 503    | 1641 | 15   | 1469 | 1664 | .284   | .378   | .547   |
- 計算至2015年度結束
- 各年度的粗體字為該聯盟最佳之成績

## 外部連結
- 球員資訊和成績在MLB ，ESPN ，Retrosheet ，Baseball Reference ，Baseball Reference (Minors) ，Fangraphs ，The Baseball Cube （英文）